# Bulgaria en los Juegos Olímpicos de Sankt Moritz 1948
Bulgaria estuvo representada en los Juegos Olímpicos de Sankt Moritz 1948 por un total de 4 deportistas que compitieron en 3 deportes.  
El equipo olímpico búlgaro no obtuvo ninguna medalla en estos Juegos.